# بقعاثا
بقعاثا هي بلدة درزية، تدار كمجلس محلي، في الجزء الشمالي من الجزء الذي تحتله إسرائيل من مرتفعات الجولان. تغطي بقعاتا مساحة قدرها 7000 دونم (7 كم²) بين جبلين في هضبة الجولان، جبل حرمونيت [الإنجليزية] وجبل وردة. تقع على ارتفاع 1070 مترًا فوق مستوى سطح البحر، وبلغ عدد سكانها 6752 نسمة في عام 2021. وتعد ثاني أكبر قرية من ناحية التعداد السكاني في الجولان بعد مجدل شمس.
رفض سكان القرية أخذ الجنسية الإسرائيلية وتمسكوا بانتمائهم لسوريا، وتمثل هذا في اضراب شامل رافض للجنسية الإسرائيلة استمر لعدة أشهر عام 1982. وتقع على أرض بركانية شبه مستوية على ارتفاع 1085 فوق سطح البحر، وتبعد 11 كم عن مدينة القنيطرة. 

## تاريخ القرية
أحرقت القرية في عهد العثمانيين بعد انكسار الدروز أمام الجيش العثماني، ثم أعيد بناؤها بعد ذلك. احتلتها إسرائيل، كما بقية قرى الجولان، عام 1967. وتعد من أكبر التجمعات السكانية العربية التي بقيت في الجولان بعد الاحتلال.
في عام 2017 نما عدد السكان بمعدل نمو سنوي بلغ 0.8%. وكانت في المرتبة الثانية من أصل عشرة في المؤشر الاجتماعي-الاقتصادي في عام 2015. وبلغت نسبة المؤهلين للحصول على شهادة الثانوية العامة أو البجروت بين طلاب الصف الثاني عشر بين عام 2016 وعام 2017 حوالي 80.2%. وكان متوسط الراتب الشهري للسكان في نهاية عام 2016 هو 5,305 شيكل جديد بالمقارنة مع المتوسط الوطني حوالي 8,913 شيكل جديد.